# Čajkov
Čajkov (Hongaars: Csejkő) is een Slowaakse gemeente in de regio Nitra, en maakt deel uit van het district Levice.
Čajkov telt 1.013 inwoners.